# Sympherobius beameri
Sympherobius beameri är en insektsart som beskrevs av Gurney 1948. Sympherobius beameri ingår i släktet Sympherobius och familjen florsländor. Inga underarter finns listade i Catalogue of Life.